# Ranolus cavernicola
Ranolus cavernicola is een keversoort uit de familie spektorren (Dermestidae). De wetenschappelijke naam van de soort werd in 1929 gepubliceerd door Kenneth Gloyne Blair.